# 트리 구조 (모델)

백과사전의 잠재적 계층적 구성을 보여주는 트리 구조

트리 구조(tree structure), 트리 다이어그램(tree diagram) 또는 트리 모델(tree model)은 구조의 계층적 특성을 그래픽 형식으로 표현하는 방법이다. 차트는 일반적으로 생물학적 나무와 비교하여 위쪽이 "줄기"이고 아래쪽에 "잎"이 있는 거꾸로 되어 있지만 고전적인 표현이 나무와 유사하기 때문에 "트리 구조"라고 명명되었다.
트리 구조는 개념적이며 여러 형태로 나타난다. 특정 분야의 트리 구조에 대한 논의는 컴퓨터 과학의 트리 구조 문서를 참고할 것. 그래프 이론과 관련된 한, 나무 그래프 또는 나무 (집합론) 문서를 참고할 것.

## 트리 구조의 예시
- 인터넷
  - 유즈넷 계층
- 진공관
  - 문서 객체 모델의 논리 구조, 야후! 주제 색인, Curlie
- 운영체제: 디렉터리 구조
- 정보 관리: 듀이 십진분류법
- 경영: 조직 (사회과학) 구조
- 컴퓨터 과학
  - 이진 탐색 트리
  - 레드-블랙 트리
  - AVL 트리
  - R 트리
- 생물학: 계통나무
- 사업: 피라미드 사기 구조
- 프로젝트 관리: 업무 분업 구조
- 수학: 폰 노이만 전체

## 같이 보기
- B 트리
- 결정 트리
- 포르피리우스의 나무
- 트리 구조
- 나무 그래프
- 나무 (집합론)
- 계층형 모델